# Iraški narodni muzej
Iraški narodni muzej (arabsko المتحف العراقي) je narodni muzej v Bagdadu. Včasih se neuradno imenuje Narodni muzej Iraka. Iraški muzej vsebuje dragocene relikvije iz mezopotamske, abasidske in perzijske civilizacije. Izropan je bil med in po invaziji na Irak leta 2003. Kljub mednarodnim prizadevanjem je bilo vrnjenih le nekaj ukradenih artefaktov. Potem ko je bil muzej med prenovo dolga leta zaprt in le redko odprt za ogled javnosti, je bil februarja 2015 ponovno uradno odprt.

## Ustanovitev
Po prvi svetovni vojni so arheologi iz Evrope in ZDA začeli več izkopavanj po vsem Iraku. V prizadevanju, da te najdbe ne bi zapustile Iraka, je Gertrude Bell (britanska popotnica, obveščevalna agentka, arheologinja in avtorica) leta 1922 začela zbirati artefakte v vladni stavbi v Bagdadu. Leta 1926 je iraška vlada zbirko preselila v novo stavbo in ustanovila Bagdadski muzej starin, z Bellovo kot njegovim direktorjem. Bellova je umrla kasneje istega leta; novi direktor je postal Sidney Smith.
Leta 1966 so zbirko ponovno preselili v dvonadstropno stavbo s 45.000 kvadratnimi metri v bagdadski soseski Al-Ṣāliḥija v okrožju Al-Karh na vzhodni strani reke Tigris. S to potezo se je ime muzeja spremenilo v Iraški muzej. Prvotno je bil znan kot Bagdadski arheološki muzej.
Bahija Khalil je leta 1983 postala direktorica Iraškega muzeja. Bila je prva ženska direktorica in to vlogo je opravljala do leta 1989.

## Zbirke
Zaradi arheološkega bogastva Mezopotamije muzejske zbirke veljajo za ene najpomembnejših na svetu in ima dobro evidenco znanstvenega in razstavnega gradiva. Britanska povezava z muzejem - in z Irakom - je povzročila, da so eksponati vedno prikazani dvojezično, v angleščini in arabščini. Vsebuje pomembne artefakte iz več kot 5000 let dolge zgodovine Mezopotamije v 28 galerijah in trezorjih.
Zbirke Iraškega muzeja vključujejo umetnost in artefakte iz starodavnih sumerskih, asirskih in babilonskih civilizacij. Muzej ima tudi galerije, posvečene zbirkam predislamske in islamske arabske umetnosti in artefaktov. Med njegovimi številnimi omembe vrednimi zbirkami sta izjemni zlata zbirka Nimrud, ki vsebuje zlat nakit in figure iz dragih kamnov iz 9. stoletja pr. n. št., ter zbirka kamnitih rezbarij in klinopisnih ploščic iz Uruka. Zakladi iz Uruka segajo v obdobje med 3500 in 3000 pred našim štetjem.

## Škoda in izgube med vojno 2003
V mesecih pred vojno v Iraku leta 2003, z začetkom decembra in januarja, so različni strokovnjaki za starine, vključno s predstavniki Ameriškega sveta za kulturno politiko, prosili Pentagon in vlado Združenega kraljestva, naj zagotovita varnost muzeja pred boji in ropanjem, vendar obljub ni bilo. Ameriške sile mesta niso bombardirale, čeprav so bombardirale številna nenaseljena iraška arheološka najdišča.
9. aprila 2003 so muzej zapustili še zadnji kustosi in zaposleni. Iraške sile so se spopadle z ameriškimi silami nekaj ulic stran, pa tudi z bližnjim kompleksom Posebne republikanske garde. Podpolkovnik Eric Schwartz iz ameriške tretje pehotne divizije je izjavil, da »ni mogel vstopiti v kompleks in ga zavarovati, ker so se poskušali izogniti vračanju ognja na stavbo. Pozneje so odkrili položaje ostrostrelcev, odvrženo strelivo in 15 uniform iraške vojske v stavbi«. Izkazalo se je, da so položaji muzejsko urejene vreče s peskom in zaščitna podpora iz pene ter blažilne ovire za velike artefakte, uniforme in strelivo, za katere se je izkazalo, da pripadajo muzejskim kustosom in osebju (ki so rezervno vojaško osebje v vojnem stanju) in v nasprotju z izjavo ZDA, nikjer v muzeju in na dvorišču, ki ga obdaja, ni bilo zaznati nobenih sledi kakršnega koli resnega sodelovanja. Iraško osebje je kot zaščitni ukrep zgradilo utrjen zid vzdolž zahodne strani kompleksa, ki je omogočal skrito gibanje med sprednjim in zadnjim delom muzeja, ameriške sile pa bi lahko zavarovale muzej tako, da bi ga preprosto obkrožile in izolirale ter roparjem preprečile vstop dostop do objekta.
Tatvine so se zgodile med 10. in 12. aprilom, in ko se je 12. aprila v stavbo vrnilo več muzejskih uslužbencev, so preprečili nadaljnje poskuse roparjev, da bi vstopili v muzej, in morali počakati do 16. aprila, da so se ameriške sile razporedile okoli muzej. Posebna ekipa, ki jo je vodil polkovnik Matthew Bogdanos, je 21. aprila sprožila preiskavo. Preiskava je pokazala, da je v štirih dneh prišlo do treh ločenih tatvin treh različnih skupin. Medtem ko je osebje uvedlo načrt shranjevanja za preprečevanje kraje in škode (uporabljal se je tudi med iransko-iraško vojno in prvo zalivsko vojno), je bilo veliko večjih kipov, stel in frizov puščenih v javnih galerijah, zaščitenih s peno in obdanih s vreče s peskom. Iz teh galerij je bilo ukradenih štirideset kosov, večinoma vrednejših. Od teh so jih do januarja 2005 našli le 13, vključno s tremi najdragocenejšimi: sveta vaza iz Warke (čeprav je bila razbita na štirinajst kosov, kar je bilo prvotno stanje, v katerem so jo našli ob prvem izkopavanju), maska iz Warke in kip iz vasi Bassetki.
Po mnenju uradnikov muzeja so se roparji osredotočili na središče razstave: »Vaza iz Warke, sumerski kos iz alabastra, star več kot 5000 let; bronasti kip Uruka iz akadskega obdobja, prav tako star 5000 let, ki tehta 660 funtov; in brezglavi kip Entemena. Ursko harfo so raztrgali roparji, ki so odstranili njen zlati vložek.« Med ukradenimi artefakti je bronasti kip iz Bassetkija, kip mladeniča v naravni velikosti, prvotno najden v vasi Bassetki v severnem delu Iraka, del Akadskega kraljestva, ki sega v leto 2300 pr. n. št. in kamniti kip kralja Šalmaneserja iz 8. stoletja pred našim štetjem.
Poleg tega so bili izropani muzejski nadzemni skladiščni proatori. Ukradenih je bilo približno 3100 kosov najdb (kozarci, posode, črepinje lončenine itd.), od katerih so jih našli le 3000. Tatvine niso bile videti diskriminatorne; tako je bila na primer ukradena cela polica s ponaredki, medtem ko je bila sosednja polica z veliko večjo vrednostjo nedotaknjena.
Tretja tatvina je bila v podzemnih skladiščih. Tatovi so poskušali ukrasti najlažje prenosne predmete, ki so bili namerno shranjeni na čim bolj oddaljeni lokaciji. Od štirih sob je bil moten edini kotiček v najbolj oddaljeni sobi, kjer je bilo v omarah 100 majhnih škatel s cilindričnimi pečati, kroglicami in nakitom. Dokazi so pokazali, da so tatovi imeli posebne glavne ključe omar, vendar so jih odvrgli v temi. Namesto tega so ukradli 10.000 manjših predmetov, ki so ležali v plastičnih škatlah na tleh. Od tega jih je približno 2500 najdenih.
Eden najdragocenejših izropanih artefaktov je bil brezglavi kamniti kip sumerskega kralja Entemena iz Lagaša. Kip Entemena, »star po ocenah 4400 let, je prvi pomemben artefakt, vrnjen vse od Združenih držav Amerike, in daleč najpomembnejši kos, ki so ga našli zunaj Iraka. Ameriški uradniki niso želeli razpravljati o tem, kako so vrnili kip.« Kip kralja, ki je v središču muzejske Sumerske dvorane v drugem nadstropju, tehta več sto funtov, zaradi česar je najtežji kos, ukraden iz muzeja – roparji so ga »verjetno odkotalili ali zdrsnili po marmornih stopnicah, razbili stopnice in poškodovali druge artefakte.«
Ameriška imigracijska in carinska služba (ICE) je 25. julija 2006 ponovno objavila vrnitev kipa kralja Entemena iz Lagaša v Združenih državah. Kip je bil vrnjen iraški vladi. Odkrili so ga v Združenih državah s pomočjo Hichama Aboutaama, trgovca z umetninami iz New Yorka.

### Mednarodni odziv na ropanje
Ameriško vlado so kritizirali, ker po okupaciji Bagdada ni naredila ničesar za zaščito muzeja. Dr. Irving Finkel iz Britanskega muzeja je dejal, da je bilo ropanje »povsem predvidljivo in bi ga bilo mogoče zlahka ustaviti.« Martin E. Sullivan, predsednik svetovalnega odbora ameriškega predsednika za kulturne dobrine, in svetovalca za kulturo zunanjega ministrstva ZDA Gary Vikan in Richard S. Lanier je odstopil v znak protesta zaradi neuspeha ameriških sil, da preprečijo ropanje.
Obseg plenjenja Iraškega muzeja je bil sporen. Na podlagi napačne komunikacije med prvimi ekipami na prizorišču in praznih vitrin v glavnih galerijah, v katerih so bili v večini primerov predmeti, ki so jih muzejski kustosi odstranili pred prvo zalivsko vojno in invazijo, so tiskovne organizacije več tednov poročale, da je bilo izropanih 170.000 katalogiziranih lotov (501.000 kosov). Točna številka je bila okoli 15.000 predmetov, vključno s 5000 izjemno dragocenimi cilindričnimi pečati.
12. aprila 2003 je Associated Press poročal: »Slavni Iraški narodni muzej, dom izjemnih babilonskih, sumerskih in asirskih zbirk ter redkih islamskih besedil, je bil v soboto prazen - razen razbitih steklenih vitrin in razpokanih lončenih skled, ki so bile posejane po tleh.«
14. aprila je Robert Siegel z nacionalnega javnega radia v oddaji All Things Considered objavil: »Kot se je izkazalo, so bile ameriške enote le nekaj sto metrov stran, saj je bila dediščina države ogoljena.«
V odzivu na izgubo je francoski predsednik Jacques Chirac 16. aprila 2003 incident razglasil za »zločin proti človeštvu.«
Na vprašanje, zakaj ameriška vojska ni poskušala zavarovati muzeja v dneh po uspešni invaziji, je general Richard Myers, predsednik Združenih načelnikov štabov, dejal: »Če se spomnite, ko se je dogajalo nekaj tega plenjenja, so ljudje so bili ubiti, ljudje so bili ranjeni ... To je tako kot karkoli drugega stvar prioritet«. Strokovnjak za civilne zadeve William Sumner, ki je bil zadolžen za ravnanje z umetnostjo, spomeniki in arhivi, je pojasnil, da načrtovalci povojnih civilnih zadev »niso predvideli, da bi marinci odšli ven in dodelili mornariške enote kot varnost ... Upoštevano je bilo vprašanje arheoloških najdišč problem ciljanja«, s katerim se morajo ukvarjati tiste leteče bombne misije. Obrambni minister Donald Rumsfeld je o plenjenju muzeja dejal, da se »vse dogaja« in »poskušati prenesti dejstvo te nesrečne dejavnosti na primanjkljaj v vojnem načrtu, se mi zdi nategnjeno«, in opisal obdobje plenjenja nasploh kot »neurejenost«. Državni sekretar Colin Powell je dejal: »Združene države razumejo svoje obveznosti in bodo prevzele vodilno vlogo v zvezi s starinami na splošno, še posebej pa s tem muzejem«, vendar so bile vse te obljube le delno izpolnjene glede na osupljivo povečanje iraškega arheološkega najdišča ropanje med obdobjem ameriške okupacije Iraka.
Dva tedna po muzejskih krajah je dr. Donny George Youkhanna, generalni direktor raziskovalnih študij za odbor za starine v Iraku, izjavil o plenjenju: »To je zločin stoletja, ker vpliva na dediščino vsega človeštva«. Potem ko so ameriški marinci postavili poveljstvo v bagdadskem hotelu Palestine, je dr. Youkhanna potrdil, da je osebno odšel tja, da bi prosil za vojake za zaščito muzejske zbirke na kraju samem, vendar še tri dni niso poslali stražarjev.

### Poskusi povrniti izgubljene predmete
Nekaj dni kasneje so bili agenti FBI poslani v Irak, da bi iskali ukradeno muzejsko lastnino. UNESCO je 17. aprila 2003 v Parizu organiziral nujno srečanje strokovnjakov za starine, da bi obravnavali posledice plenjenja in njegove učinke na svetovni trg umetnosti in starin.
18. aprila 2003 je bil v Združenih državah ustanovljen Bagdadski muzejski projekt s predlogom, da se iraškemu muzeju zagotovi vsaka možnost morebitne varne vrnitve njegove zbirke, četudi bo to trajalo več sto let. Namesto da bi se osredotočila samo na kazenski pregon in trenutni trg starin, si je skupina zastavila svojo nalogo (1) vzpostavitev celovitega spletnega kataloga vseh kulturnih artefaktov v muzejski zbirki, (2) ustvarjanje virtualnega Bagdadskega muzeja, ki je dostopen širši javnosti prek interneta, (3) zgraditi 3D sodelovalni delovni prostor znotraj virtualnega Bagdadskega muzeja za namene oblikovanja in zbiranja sredstev in (4) vzpostaviti središče virov znotraj virtualnega Bagdadskega muzeja za kulturni razvoj skupnosti. Različni starodavni predmeti, ki naj bi bili ukradeni iz muzeja, so se pojavili v sosednjih državah na poti v ZDA, Izrael, Evropo, Švico in na Japonsko ter celo na eBayu.
7. maja 2003 so ameriški uradniki objavili, da so ameriški cariniki, ki so sodelovali z muzejskimi strokovnjaki v Iraku, našli skoraj 40.000 rokopisov in 700 artefaktov, ki so pripadali Iraškemu muzeju v Bagdadu. Nekateri roparji so vrnili predmete po obljubah nagrad in amnestije, veliko predmetov, ki so bili prej prijavljeni kot pogrešani, pa je bilo dejansko skritih v skrivnih skladiščih pred izbruhom vojne. 7. junija 2003 so okupacijske oblasti ZDA objavile, da so svetovno znani zakladi Nimruda shranjeni v skrivnem trezorju iraške centralne banke. Artefakti so vključevali ogrlice, krožnike, zlate uhane, prstane na prstih in nogah, sklede in steklenice. Toda okoli 15.000 drobnih predmetov, vključno z nekaterimi najdragocenejšimi artefakti na trgih starin, še vedno pogrešajo.
Muzej je bil zaščiten vse od plenjenja, toda arheološka najdišča v Iraku so koalicijske sile pustile skoraj v celoti nezaščitene, poleg tega je prišlo do množičnega plenjenja, ki se je začelo od prvih dni vojne do poletja 2003 in konca 2007. Ocene so da je bilo izropanih 400–600.000 artefaktov. Iraški kipar Mohammed Ghani Hikmat je vodil prizadevanja skupnosti iraških umetnikov za vrnitev umetnin, ukradenih iz muzeja. Samo iz muzeja je bilo ukradenih približno 150 Hikmatovih del. Hikmatova skupina je do septembra 2011 odkrila le približno 100 muzejskih del.
Polkovnik mornarice Združenih držav Amerike in pomočnik okrožnega tožilca Manhattna Matthew Bogdanos je od leta 2003 več kot pet let vodil iskanje teh ukradenih artefaktov. Do leta 2006 je bilo z njegovimi prizadevanji odkritih približno 10.000 artefaktov. Najdene starine vključujejo vazo iz Warke in masko iz Warke.
Orientalski inštitut (Chicago) je sprejel prvo in najbolj odmevno pobudo, da bi preostali svet obvestil o plenjenju zbirke Iraškega muzeja med invazijo na Irak pod vodstvom ZDA. Inštitut je 15. aprila 2003, le nekaj dni po tem plenu, na svoji spletni strani vzpostavil novo spletno stran (imenovano Izgubljeni zakladi iz Iraka), s katero je po vsem svetu poslal sporočilo o izgubljenih, ukradenih ali verjetno "statusu neznano" artefaktih. Poleg tega je spletno mesto ustvarilo množični poštni seznam (»IraqiCrisis«) o izgubljenih predmetih iz Iraškega muzeja. Vendar pa je bila ustrezna spletna stran o izropanih mezopotamskih artefaktih iz iraškega muzeja nazadnje posodobljena 10. aprila 2008 in nato arhivirana. Zdi se, da spletno mesto po tem ne posodablja svojih informacij. Postopoma je bilo ugotovljeno, da so bili številni artefakti, ki jih je spletna stran Izgubljeni zaklad iz Iraka označila za ukradene ali neznanega statusa, na ogled v muzejih v Iraku več let pred invazijo na Irak pod vodstvom ZDA. Poleg tega so bili številni drugi še vedno varni v iraškem muzeju in niso bili oropani. To odraža izrazito napačno komunikacijo in/ali nepovezanost med ustreznimi organi, ki so odgovorni za shranjevanje, registracijo in prikazovanje teh artefaktov. Od 16. decembra 2022 se zdi, da zbirke podatkov Iraškega muzeja o izgubljenih zakladih iz Iraka po 14. aprilu 2008 niso posodobljene, da bi to popravili.
- Cilindrični pečat iz Tell Agraba v Iraku, na ogled v muzeju Sulejmanija v Iraku od leta 1961. Izgubljeni zakladi iz Iraka ga označujejo kot strah pred krajo.[17]
- Glava sumerskega moškega častilca iz Tell Asmarja (Ešnunna) v Iraku, na ogled v muzeju Sulejmanija v Iraku od leta 1961. Izgubljeni zakladi iz Iraka jo označujejo kot status neznan.[18]
- Brezglavi kip sumerskega moškega častilca iz Khafajaha v Iraku, na ogled v muzeju Sulejmanija v Iraku od leta 1961. Izgubljeni zakladi iz Iraka ne omenjajo nobenega statusa.[19]
- Moški kipec iz Khafajaha v Iraku. Na ogled v Iraškem muzeju. Izgubljeni zakladi iz Iraka ga označujejo kot status neznan.[20]
- Kvadriga iz Tell Agraba v Iraku. Na ogled v Iraškem muzeju. Izgubljeni zakladi iz Iraka ga označujejo kot status neznan.[21]

## Nedavno delo
Na različnih konferencah o obnovi Iraka je Bagdadski muzejski projekt predstavil skupnosti za obnovo in zagovarjal ohranjanje iraške kulturne dediščine pri projektih obnove. 27. avgusta 2006 je direktor Iraškega muzeja dr. Donny Youkhanna pobegnil iz države v Sirijo zaradi groženj z umorom, ki so jih on in njegovi družinski člani prejeli od terorističnih skupin, ki so pobile vse preostale iraške intelektualce in znanstvenike. Youkhanna je do svoje smrti marca 2011 opravljal funkcijo gostujočega profesorja na oddelku za antropologijo Stony Brook State University v New Yorku.
9. junija 2009 so bili zakladi Iraškega muzeja prvič objavljeni na spletu, ko je Italija slovesno odprla Virtualni muzej Iraka. 24. novembra 2009 je Google objavil, da bo na lastne stroške ustvaril virtualno kopijo muzejskih zbirk in do začetka leta 2010 omogočil brezplačno dostopne slike štirih tisočletij arheoloških zakladov na spletu. Ni jasno, v kolikšni meri se Googlovo prizadevanje prekriva s prejšnjo pobudo Italije. Googlova storitev Street View je bila uporabljena za slikanje večjega dela muzejskih razstavnih prostorov in od novembra 2011 so te slike na spletu.
Leta 2017 je bilo štirideset starodavnih iraških artefaktov, vzetih iz Iraškega muzeja in zajemajo šest tisočletij, od neolitika do partskega obdobja, prikazanih skupaj s sodobnimi umetniškimi deli na Beneškem bienalu. Večina teh predmetov nikoli prej ni zapustila Iraka, razen nekaj, ki so jih nedavno našli po plenjenju muzeja leta 2003. Razstava 'Arhaično', ki jo je naročila fundacija Ruya, je med predpremiernim tednom 57. bienala pritegnila več kot 5500 obiskovalcev in je bila kritično hvaljena v tisku.

## Ponovno odpiranje
Muzej je svoja vrata odprl le občasno med septembrom 1980, med iransko-iraško vojno, in letom 2015. Po ameriški invaziji in okupaciji Iraka so muzej redko odprli, vključno z odprtjem 3. julija 2003, za nekaj ur za obisk novinarjev in vodje začasne koalicijske oblasti Paula Bremerja kot znak, da se stvari vračajo v normalno stanje. Decembra 2008 je bil muzej odprt za priložnost za fotografiranje Ahmada Chalabija, ki je vrnil številne artefakte, ki naj bi mu jih izročili Iračani. 23. februarja 2009 je bil muzej odprt na ukaz iraškega premierja Malikija, da bi pokazal, da se stvari vračajo v normalno stanje. Mnogi arheološki uradniki so protestirali proti temu odprtju in trdili, da razmere še niso dovolj varne, da bi ogrozile muzej; direktorica muzeja je bila odpuščena zaradi svojih ugovorov.
Na slovesnosti ob tej priložnosti je Kahtan Abbas, iraški minister za turizem in starine, dejal, da je bilo vrnjenih le 6000 od 15.000 predmetov, ki so bili leta 2003 izropani iz muzeja. Po knjigi, objavljeni leta 2009, so skupine in milice, povezane z Združenimi državami Amerike, od leta 2003 izropale približno 600.000 arheoloških kosov. Septembra 2011 so iraški uradniki napovedali, da bo prenovljeni muzej novembra ponovno trajno odprt, zaščiten z novimi klimatskimi in varnostnimi sistemi. Vlada ZDA in Italija sta prispevali k prizadevanjem za prenovo.

### Ponovna uradna otvoritev
28. februarja 2015 je muzej uradno ponovno odprl iraški premier Haider al-Abadi. V muzeju so tudi predmeti, ki so jih vzeli iz muzeja v Mosulu, saj ga je prevzel ISIS.

## Obnovitev
7. septembra 2010 je Associated Press poročal, da je bilo 540 naropanih zakladov vrnjenih v Irak.
638 ukradenih artefaktov je bilo vrnjenih v Iraški muzej, potem ko so jih našli v uradu predsednika vlade Nourija al-Malikija.
30. januarja 2012 so bili med 45 relikvijami, ki jih je Nemčija vrnila Iraku, 6500 let star sumerski zlati vrč, glava sumerske bojne, sekire in kamen iz asirske palače. Do 10.000 eksponatov Iraškega muzeja še vedno pogrešajo, je povedala Amira Eidan, generalna direktorica muzeja v času izterjave.
3. avgusta 2021 je več spletnih mest z novicami poročalo, da so ZDA Iraku vrnile 17.000 izropanih starodavnih artefaktov.

## Galerija
- Maska iz Warke
- Vaza iz Warke
- Sumerski častilec iz Tell Asmarja
- Sumerski kipi iz Ešnunna in Khafaja iz regije Dijala, Iraški muzej
- Kip Entemena
- Velika zlata lira iz Ura
- Terakotni lev iz Shaduppuma (Tell Harmal)
- Gospa pri oknu, del slonovine iz Nimruda
- Kipec iz slonovine, del slonovine iz Nimruda
- Asirska galerija v Iraškem muzeju
- Prestolni podij Šalmaneserja III. iz utrdbe Šalmaneser
- Kip Sanatruqa, kralja Hatre
- Iraški muzej, Bagdad, Irak
- Iraški muzej, Bagdad, Irak